# Гвидонија (Рим)
Гвидонија је насеље у Италији у округу Рим, региону Лацио.
Према процени из 2011. у насељу је живело 20943 становника. Насеље се налази на надморској висини од 95 м.